# Національний заповідник андської фауни Едуардо Авароа
Національний заповідник Андської фауни Едуардо Авароа (ісп. Reserva Nacional de Fauna Andina Eduardo Avaroa, REA) розташований у Південній Америці, на крайньому південному заході Болівії, в її провінції Сур-Ліпез.  Цією природоохоронною територією керує Національна служба заповідних територій (SERNAP) при Міністерстві навколишнього середовища та водних ресурсів (MMAyA).
Це одна з репрезентативних природоохоронних територій Пуна в Андах Південної Америки, що охоплює Болівію, Аргентина, Перу та Чилі.
Територія заповідника являє собою унікальну ділянку, яка являє собою посушливу та крихку екосистему, в якій рідкісне поєднання фізико-геологічних і кліматичних характеристик створює виняткові та вражаючи ландшафти.  Кількість видів флори становить приблизно 187, більшість з яких ростуть у болотних та солоних середовищах.  Крім того, тут мешкає 118 видів хребетних.Останні часи Національний заповідник Андської фауни Едуардо Авароа є найбільш відвідуваною природоохоронною територією Болівії.

## Історія
Національний парк Андської фауни Едуардо Авароа був засновано 13 грудня 1973 року, головним чином для захисту фламінго, вікуньї та  нанду малого в районі Лагуни Колорада.  Пізніше у 1981 році територію розширили. Заповідник з 2009 року входить до Рамсарських водно-болотних угіддій міжнародного значення. Він названий на честь Едуардо Авароа (1838–1879), болівійського героя  Тихоокеанської війни (1879–1883 гг.), в якій Чилі воювала проти Болівії та Перу.

## Географія
Заповідник розташований у південній частині Андських гір на південному заході Болівії на території між висотами 3 500 - 5 400 м,  простягається на площі 714 745 га та включає різноманітні озера. Найбільше з яких - мілководне солоне озеро Лагуна Колорада, що включено до Конвенції про водно-болотні угіддя для захисту птахів.     Саме тут мешкають три ендемічні види фламінго. Заповідник охороняє частину Центрально-Андського сухого пуна (оліготермічного) екорегіону.
Клімат холодний та сухий. Середньорічна температура в регіоні становить близько 6°C. Регіон має чіткий денний клімат, в якому середні температури коливаються сильніше протягом доби, ніж протягом року. Регіон страждає від сильної посухи протягом більшої частини року. Річна кількість опадів дуже низька від 76 мм до 127 мм, з квітня по жовтень із середньомісячною кількістю менше 5 мм, лише в південні літні місяці - січень і лютий - випадає значна кількість опадів. Незважаючи на низьку середньорічну температуру, через близькість до екватора спостерігається високий рівень сонячної радіації вдень, тому середня максимальна денна температура протягом року становить від 10 до 16 °C. Це призводить до інтенсивного випаровування та збільшення частки мінеральних солей  у воді озер та лагун.

### Гідрологія

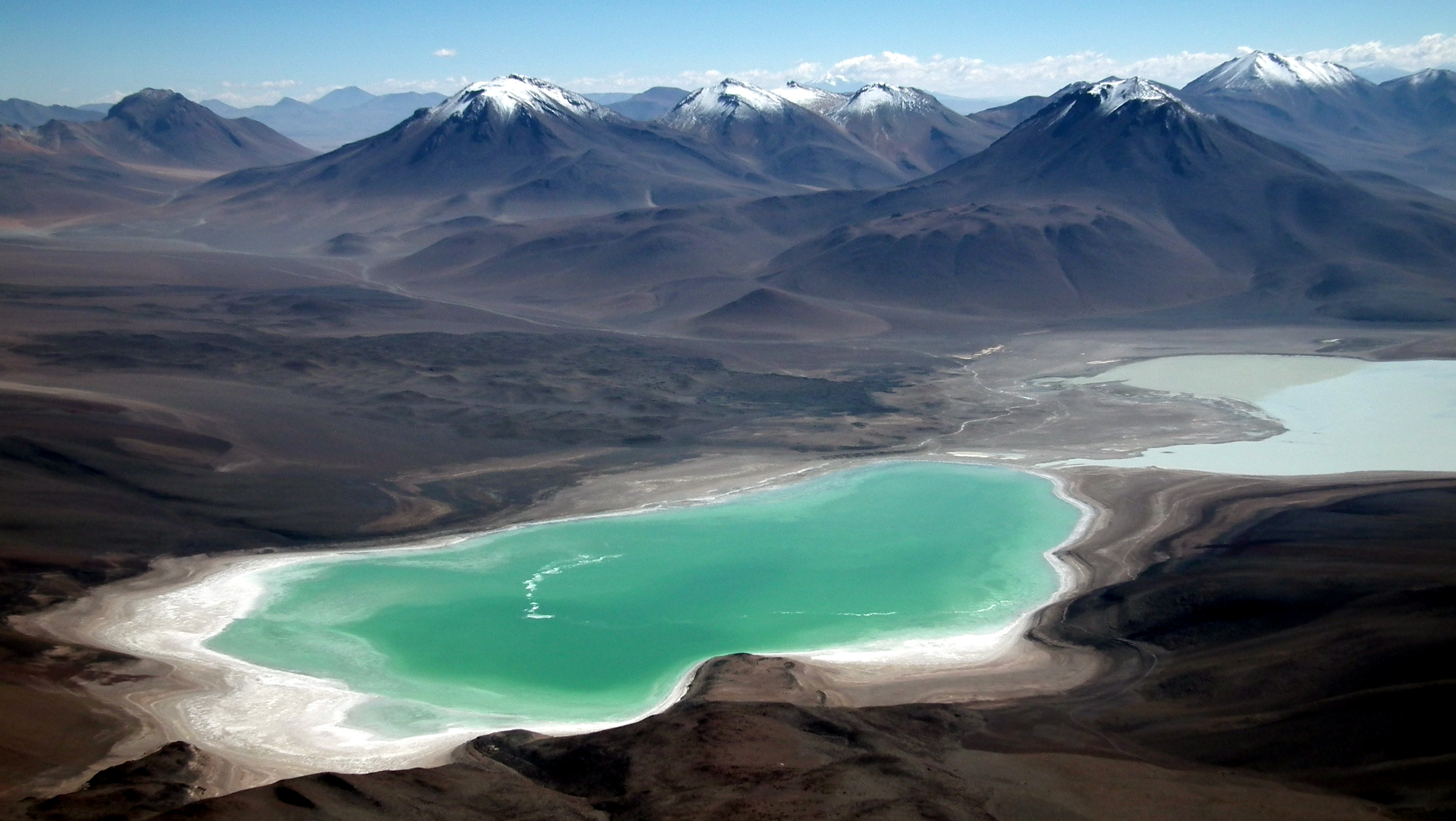
Лагуна Верде і Лагуна Бланка, вигляд з вершини вулкана Ліканкабур.

Гідрологічна система, що складається з озер з особливими фізико-хімічними характеристиками, річок та джерел розташована у безсточному басейну Південної Америки та має здебільшого живлення підземними водами ( майже 90%).   На його берегах мешкають  близько 40 видів птахів. Популяцію рідкісних фламінго Джеймса приваблюють рожеві  водорості. 

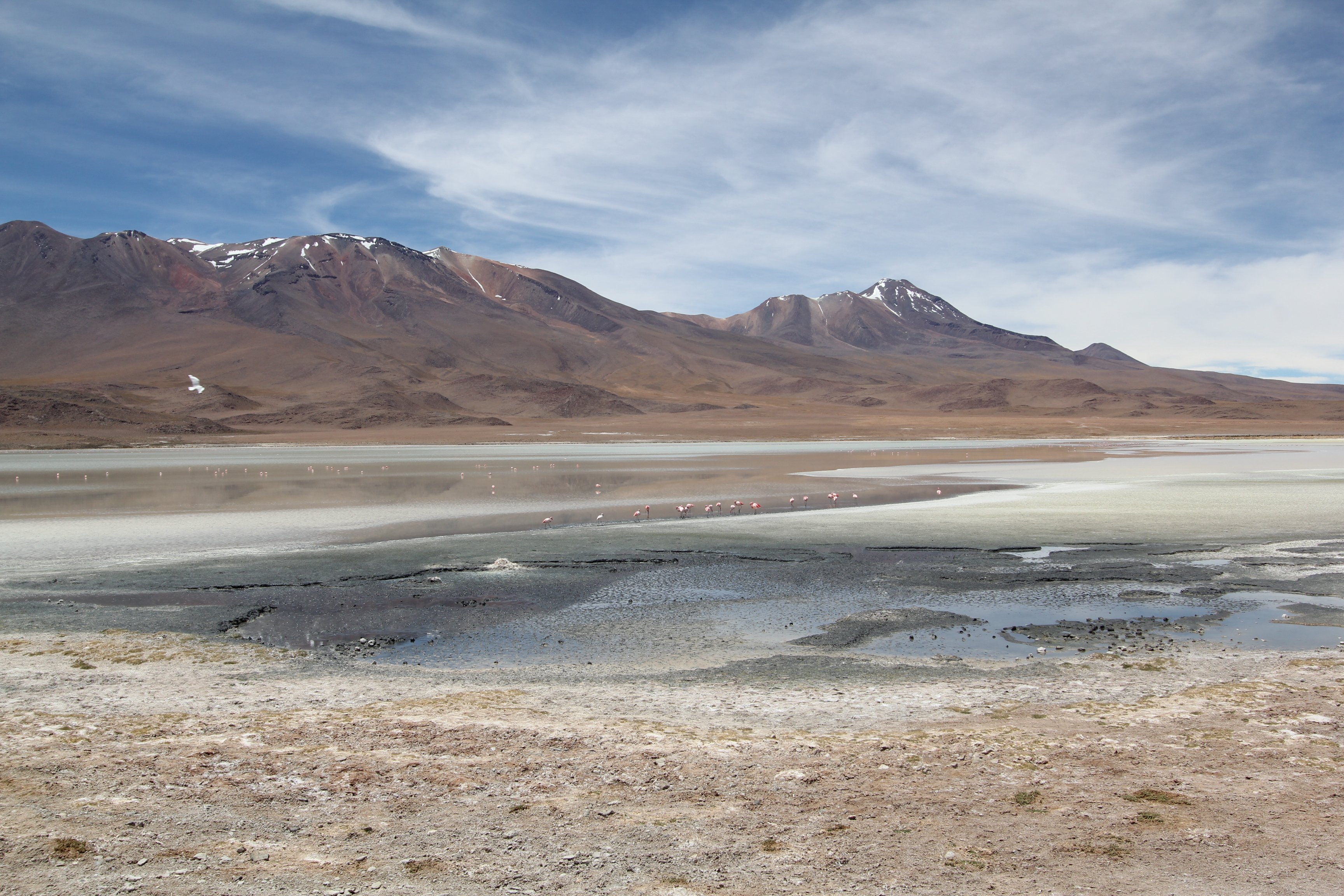
Озеро Гедіонда з Серрос-де-Канапа на задньому плані

Інші озера, такі як Лагуна Верде, Лагуна Бланка та Лагуна Салада, також добре відомі своїм відповідно зеленим, білим і блакитним кольорами. Зелена лагуна  має смарагдовий колір через високий вміст міді та миш'яку, які містяться в геологічних утвореннях цього району.  
Лагуна-Гедіонда з іспанської перекладається як «смердюче озеро». 
Салар де Чалвірі — болівійська солончакова рівнина, розташована на висоті 4369 м над рівнем моря та має береговий периметр 20 кілометрів. В її  межах   розташована Лагуна Салада, що має площу 9 км² та світло-зелений колір через високий вміст мінералів. На західному кінці солончаку розташовані гарячі джерела  з температурою 30 °C та високим вмістом мінералів,  де можна купатися.  
Між  Лагуною Колорада та Салар-де-Чальвірі розташований пустельний район Ель-Соль-де-Маньяна, площею приблизно 2  км². Цей район має фумароли та гейзери, які випускають гарячу воду та пару на висоту від 10 до 50  метрів. Цей район  з вулканами та гейзерами нагадує ландшафти Єллоустонського національного парку у США.  

### Гори

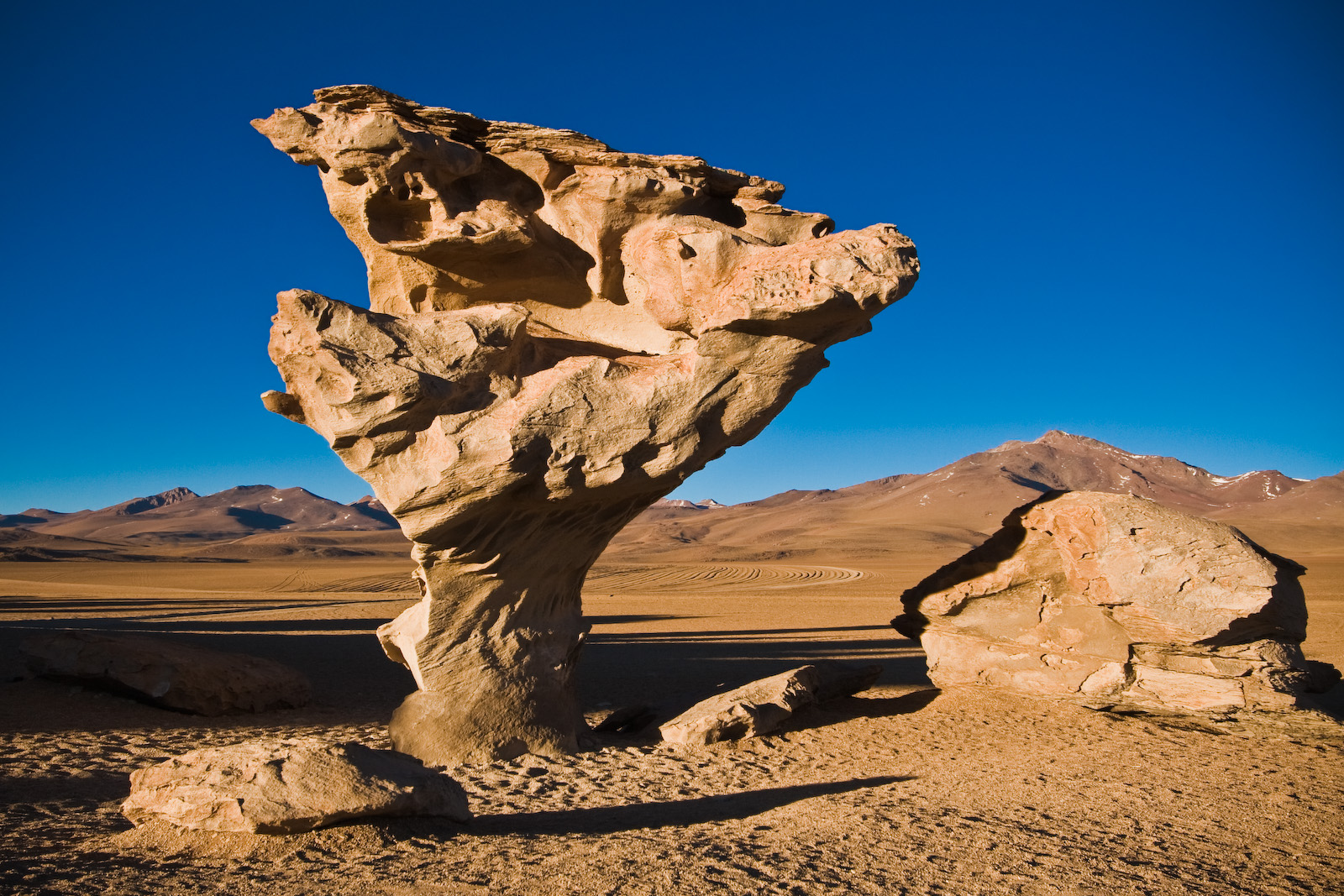
"Кам'яне дерево"

Гори заповідника є частиною Болівійських  Анд. Вони складені вулканами, що вивергаються, гарячими джерелами, гейзерами та фумаролами. Національний заповідник  андської фауни Едуардо Авароа має більш 50 гірських вершин висотою більш 5000 км, які входять до хребтів Центральних Анд.
У парку розташовано багато стратовулканів. Найбільші з них:  вулкани Сайрекабур (висота 5971 м), Ліканкабур (висотою 5920 м), Путана (висотою 5890 м), Юрікес (висотою 5704 м) є частиною  Андської  центральної вулканічної зони. На схід від хребта Сайрекабур лежать гора Неллі (висота  5676 м) та Серро-Лагуна-Верде.
Близько 18 км на північ від Лагуни Колорада розташована незвичайна природна пам’ятка заповідника – ізольована скеля, висотою близько 7 метрів., що виступає з піщаних дюн в місці, відомому як Арболь-де-П’єдра.  Це вентифакт, створений в наслідок руйнування гірських порід вітром. Скеля має назву «Кам'яне дерево», оскільки його  форма нагадує низькоросле дерево. Ця незвичайна скеля - улюблений туристичний об'єкт у заповіднику Едуардо Авароа.

Поблизу Салар-де-Чалвірі розташовано пустинне місце, яке називають Пустеля Далі. Завдяки своїм формам і кольорам вулканічних порід, ландшафти оцінюють як сюрреалістичні, що нагадують роботи іспанського художника Сальвадора Далі.

## Населення

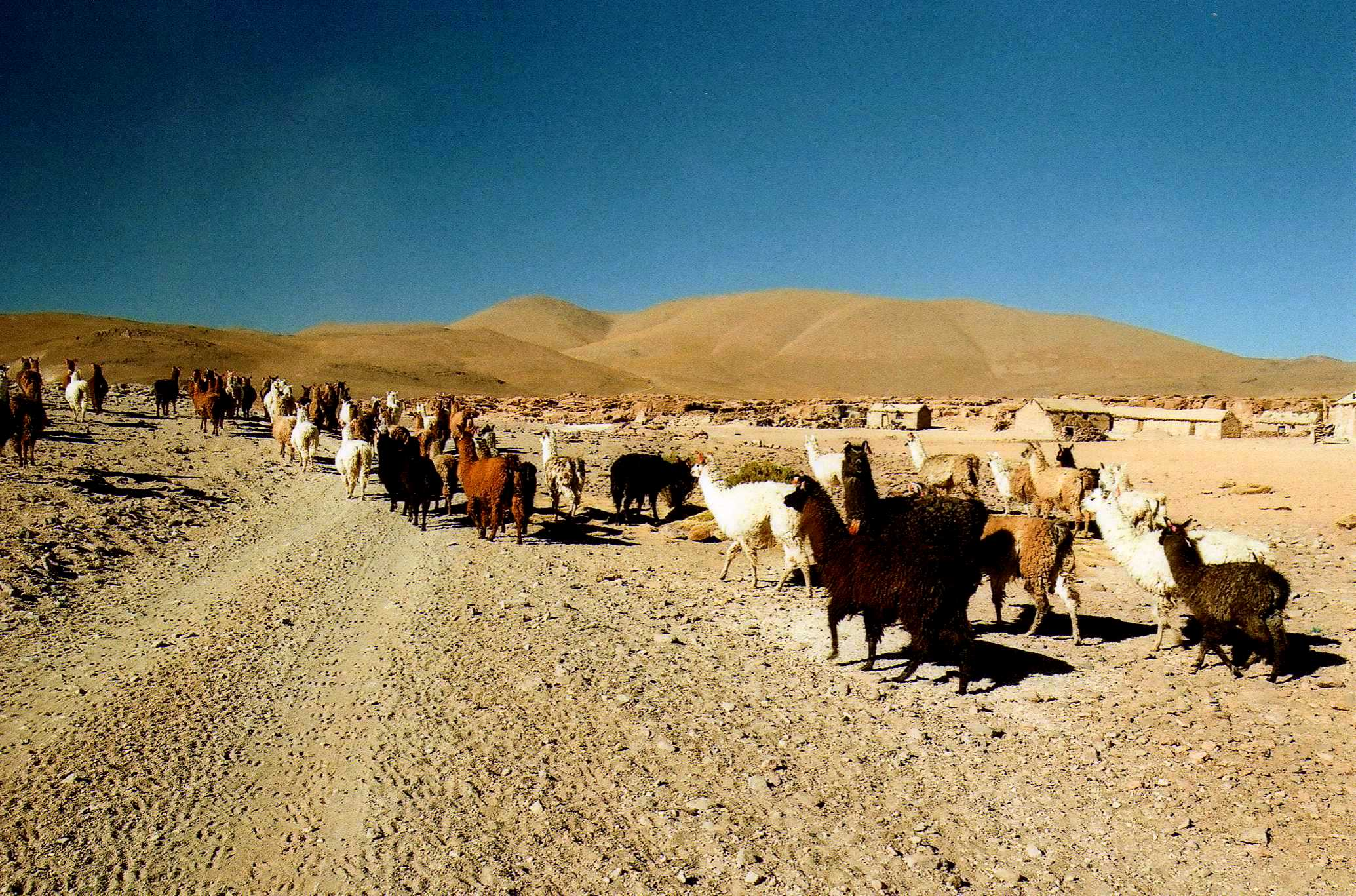
Дорога на Кветена-Гранде

На півдні заповідника, біля його кордонів, розташовані дві невеликі громади, Кветена-Чіко та Кветена-Гранде. Ці громади  знаходяться біля згаслого вулкану Серро-Кетена, на лівому, західному березі річки Ріо-Кетена, яка тече до солоного озера Салар-де-Уюні.
Ці громади засновані у 1920-х роках. Кветена-Чіко має населення 686 осіб (перепис 2012 року).  Кветена-Гранде — центральне місце кантону Кветена-Гранде в муніципалітеті Сан-Пабло-де-Ліпес має населення 268 осіб (перепис 2012 року). Кветена-Гранде з'єднано з Потосі, головним містом однойменного департаменту, що.розташовано за 589 кілометрів на південний захід. Від Кветена-Гранде  63 кілометри до гірського перевалу на висоті 4900 м, що веде до входу в національний парк Едуардо Абароа.

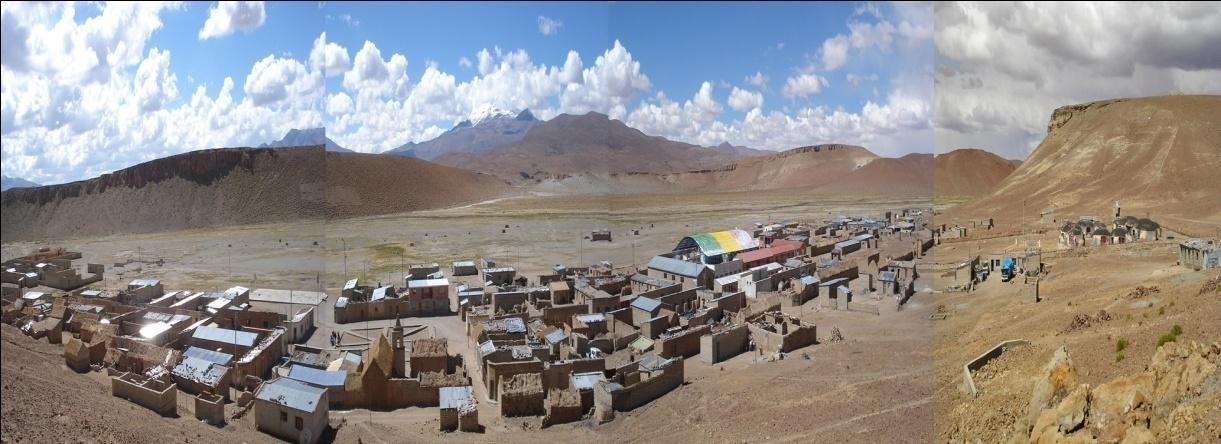
Кветена-Чіко

Незважаючи на те, що більшість жителів мають походження з народу кечуа та аймара, їхньою основною мовою є іспанська. Охорона здоров’я та освіта були недоступні у поселеннях до 1990-х років   Електроенергетика та  водопостачання питної води були недоступні принаймні до 2005 року.
Національний заповідник  андської фауни Едуардо Авароа має важливі археологічні пам’ятки культур Ванкарані, Тіуанако, Кечуа та Аймара. Тут де можна спостерігати залишки поселень харани (кам’яні хатинки),  тамбо (придорожні поселення), наскальні малюнки та церемоніальне місце, що лежить у западині між двома вулканами.

### Господарство

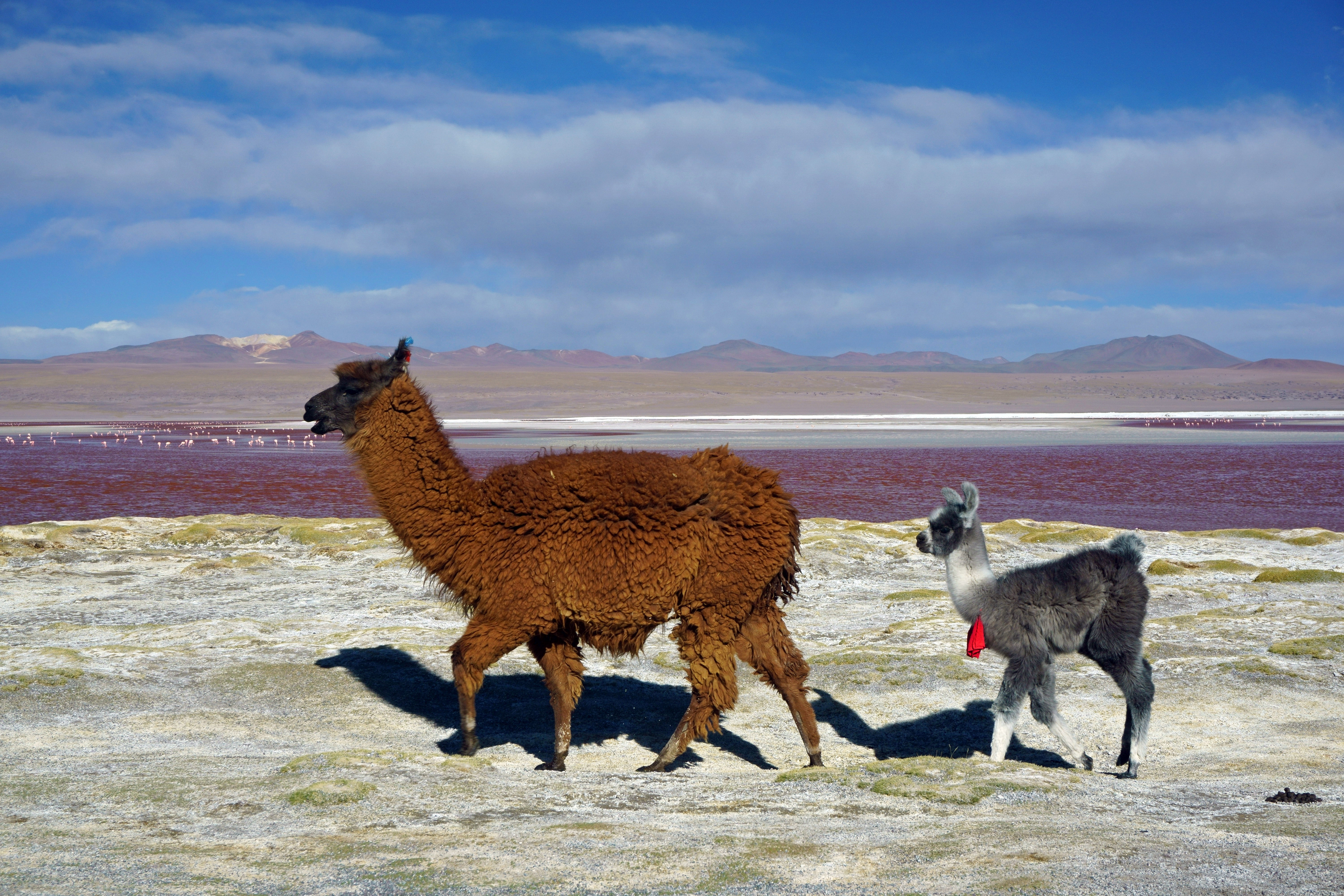
Лама біля Laguna Colorada.

Найважливішою діяльністю, що приносило дохід для двох місцевих громад раніше, було розведення лам і овець, продаж вовни та м’яса.  
Після створення Національного заповідника  андської фауни Едуардо Авароа основною економічною діяльністю населення окрім скотарства, є видобуток корисних копалин та надання послуг у туристичної сфері. 
Однак випас цих тварин на пасовищах заповіднику згубно впливає на збереження парку. Обмеження на полювання на магелланову собаку негативно вплинуло на тваринництво, оскільки собака є основний хижак місцевості. До створення заказника  місцеві жителі не тільки використовували в їжу яйця фламінго й ще продавали їх, що  забезпечувало  дохід. Зараз це заборонено.
Зараз туризм у парку неухильно зростає. В 2015 році  там було понад 111 086  відвідувачів, що в 1,6 разів більше, ніж  2007 році. За даними 2015 році дохід Національного заповідника  андської фауни Едуардо Авароа від туризму склав 950 677 доларів США, що покриває 95%  всїх фінансових потреб заповідника. Зараз туристичний напрям у громадах почав швидко розвиватися. У туристичний сезон громади надають послуги з продажу виробів народних ремесел і природної медицини.
Через відсутність опалення, електроенергії та газу у побуті місцеві використовували ярета та полілепіс  для опалення та приготування їжі. Також з цих дерев робили побутові речі, використовували у будівництві. 
Гірничодобувна промисловість є основною галуззю промисловості  у заповіднику. Регіон має родовища свинцю, цинку та срібла. Також тут добувається способом випаровування сірка та улексит. У результаті на території парку розташовано 61 гірничодобувні установи. З місцевого улекситу роблять борну кислоту та експортують до Сполучених Штатів, Європи, Азії та Австралії.

## Флора

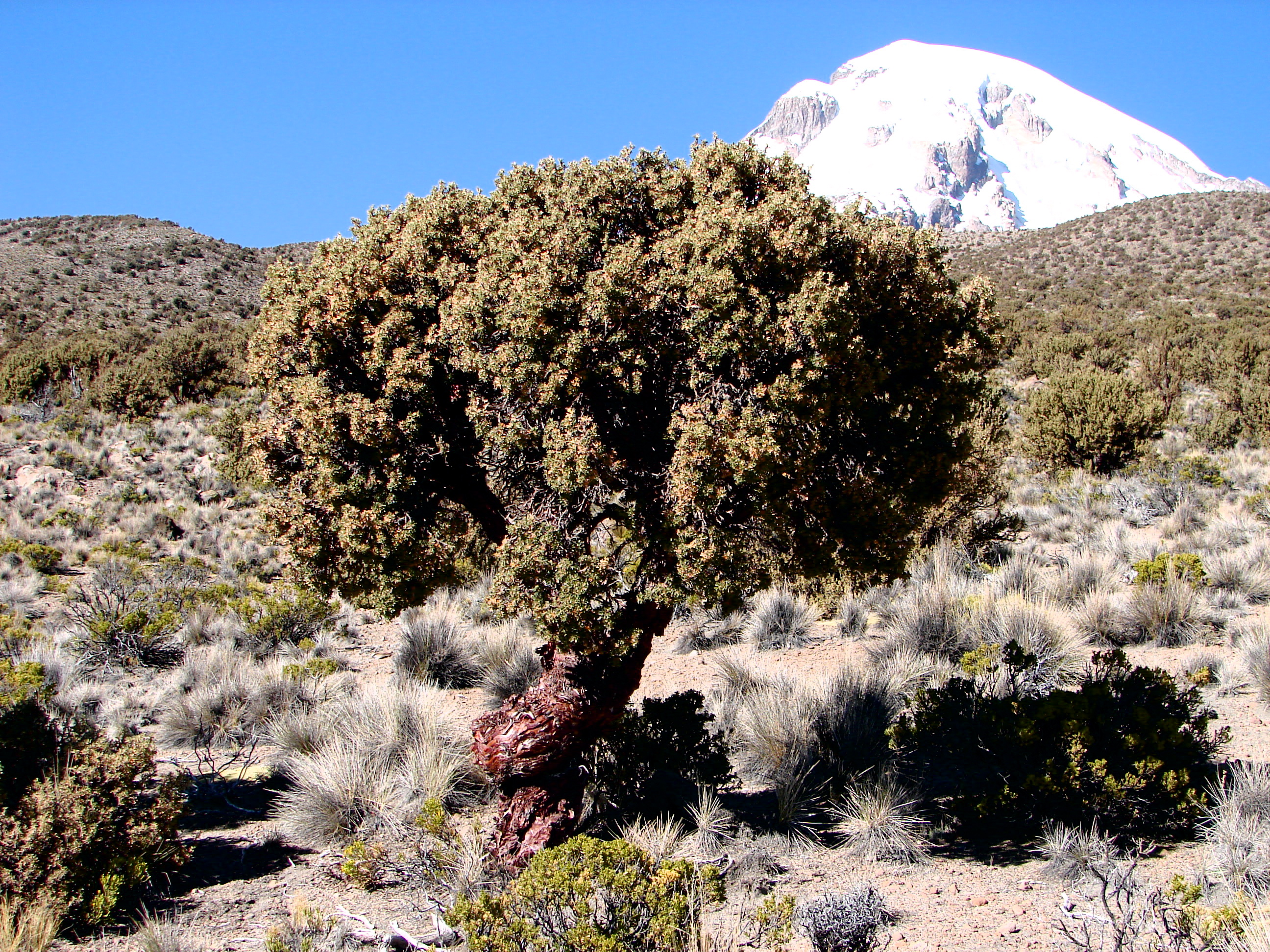
Полілепіс

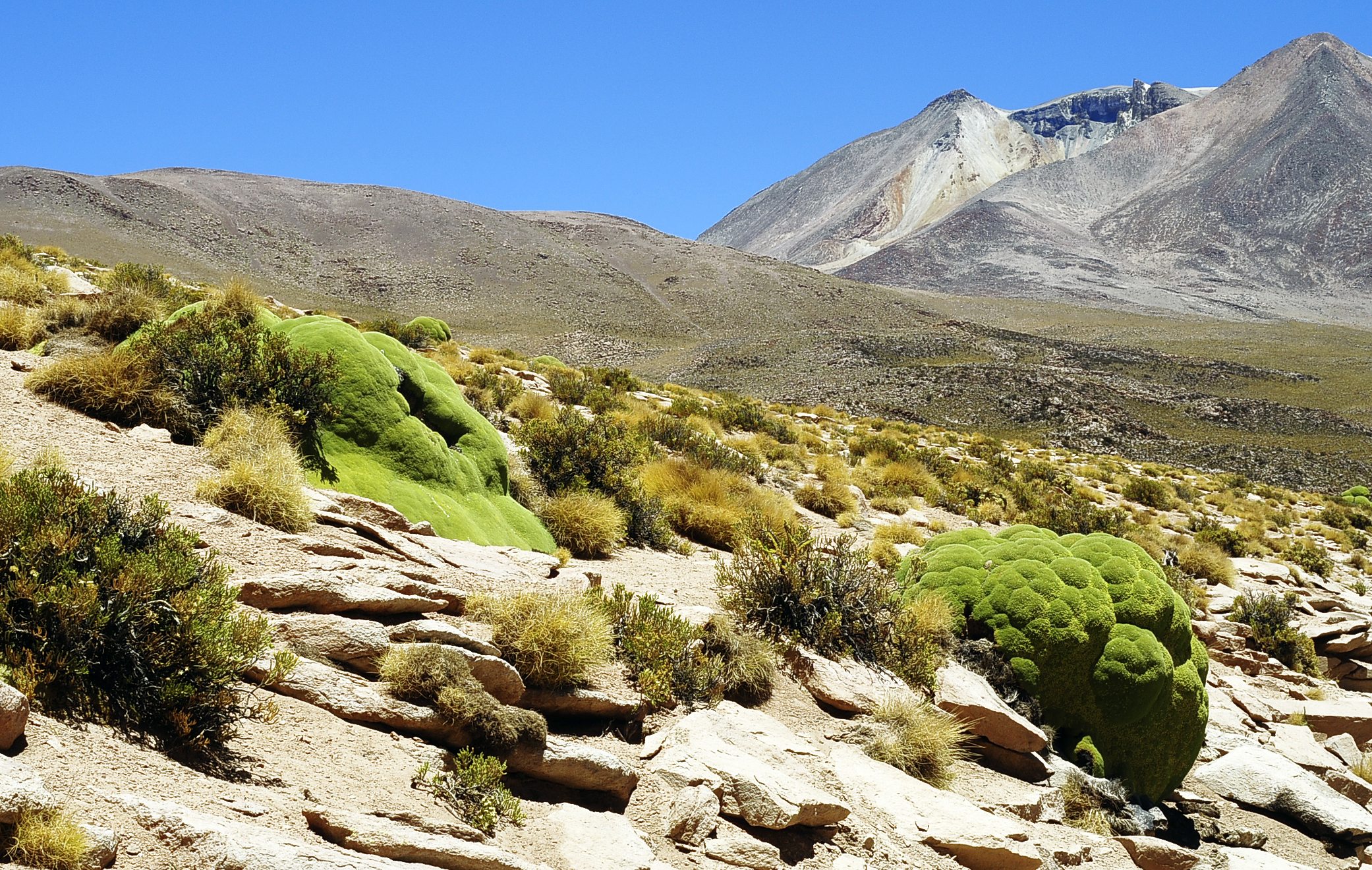
Схил гори з кущами ярета та полілепісу

Рослинність заповідника складається з альпійських трав з карликовими чагарниками.  Тут зареєстровано приблизно 200 видів вищих рослин. 
Серед рослинності частіше виділяються лісові ділянки  Ярета  (Azorella compacta) та невеликі гаї Полілепісу (Polylepis tarapacana). Саме ці види  зараз знаходяться під серйозною загрозою. Ярета росте повільно, на  1-3 мм на рік, досягаючи висоти приблизно 1,5 м  у висоту  і може мати вік до 3000 років. Це листяне дерево, тверде, як камінь.  Полілепіс  є низькорослими деревами, які  ростуть у ґрунті, утвореному вулканами.  Через холодний та посушливий клімат з сильними вітрами на схилах гір, попілепіс має стебла та гілки, як правило, спотворені. 
Через великої кількості засолених ґрунтів у багатьох районах заповідника існує наявність рослинного покриву, стійкого до засолених ґрунтів, з дуже низькорослими видами трав, такими як Дістихліс звичайний (Distichlis humilis) і Мюленбергія волосоподібна (Muehlembergia fasciata). В інших областях є високоспеціалізовані галофітні види, такі як Суаеда листяна (Suaeda foliosa) та Гіменоксис робуста (Hymenoxis robusta). 
Рослинність має велику щільність злакових пасовищних трав, наприклад, перуанської ковили.  У місцях з підвищеною вологістю зустрічаються тола (Parastrephia lepidophylla), кіноа та  лобода.   У внутрішніх частинах заповідника зустрічаються ендемічні види флори, такі як Дістихія, Оксиклоя, Пікнофіл, Ноторіч і Вернерія та Бакхаріс.

## Тваринний світ

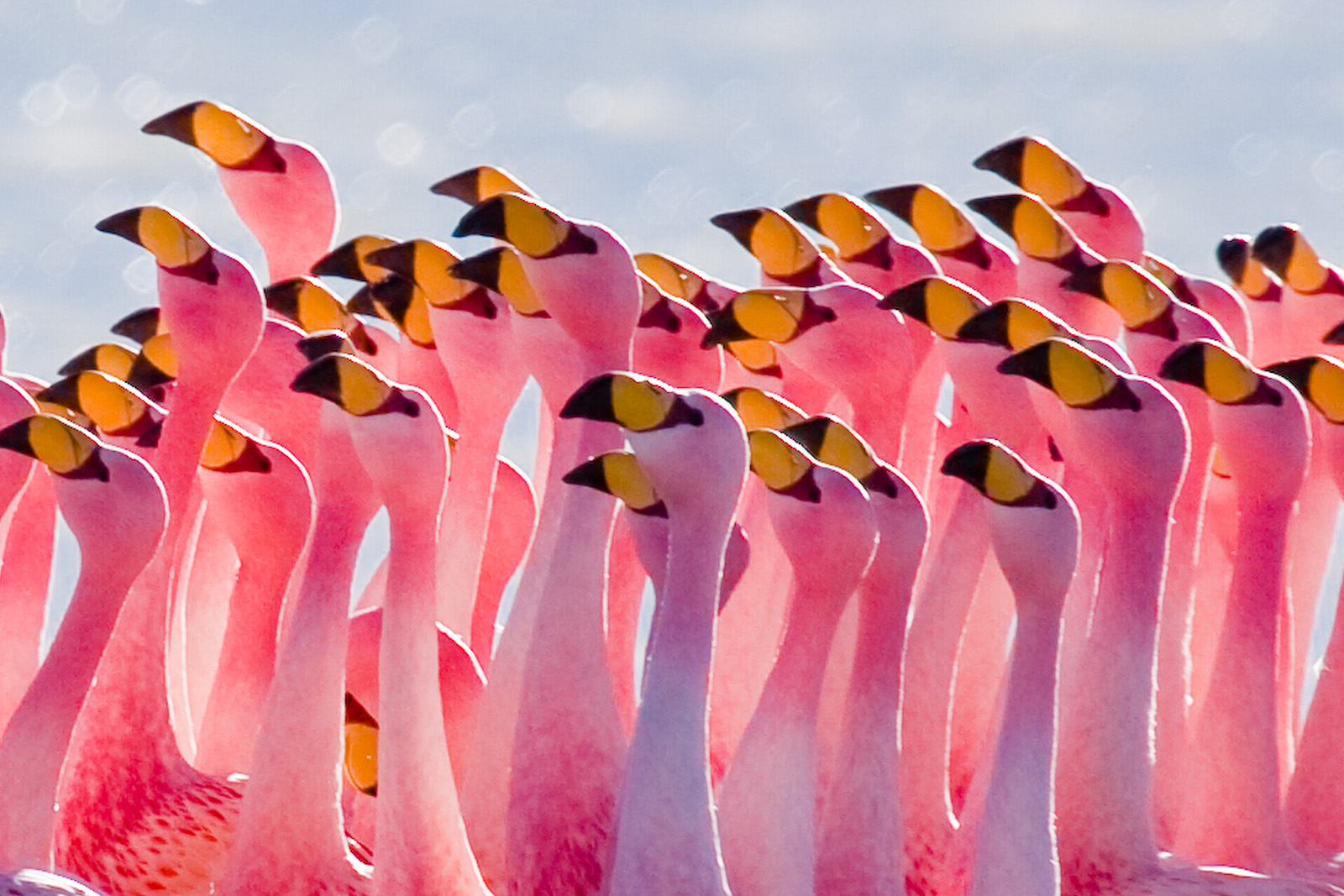
Фламінго, Лагуна Гедіонда

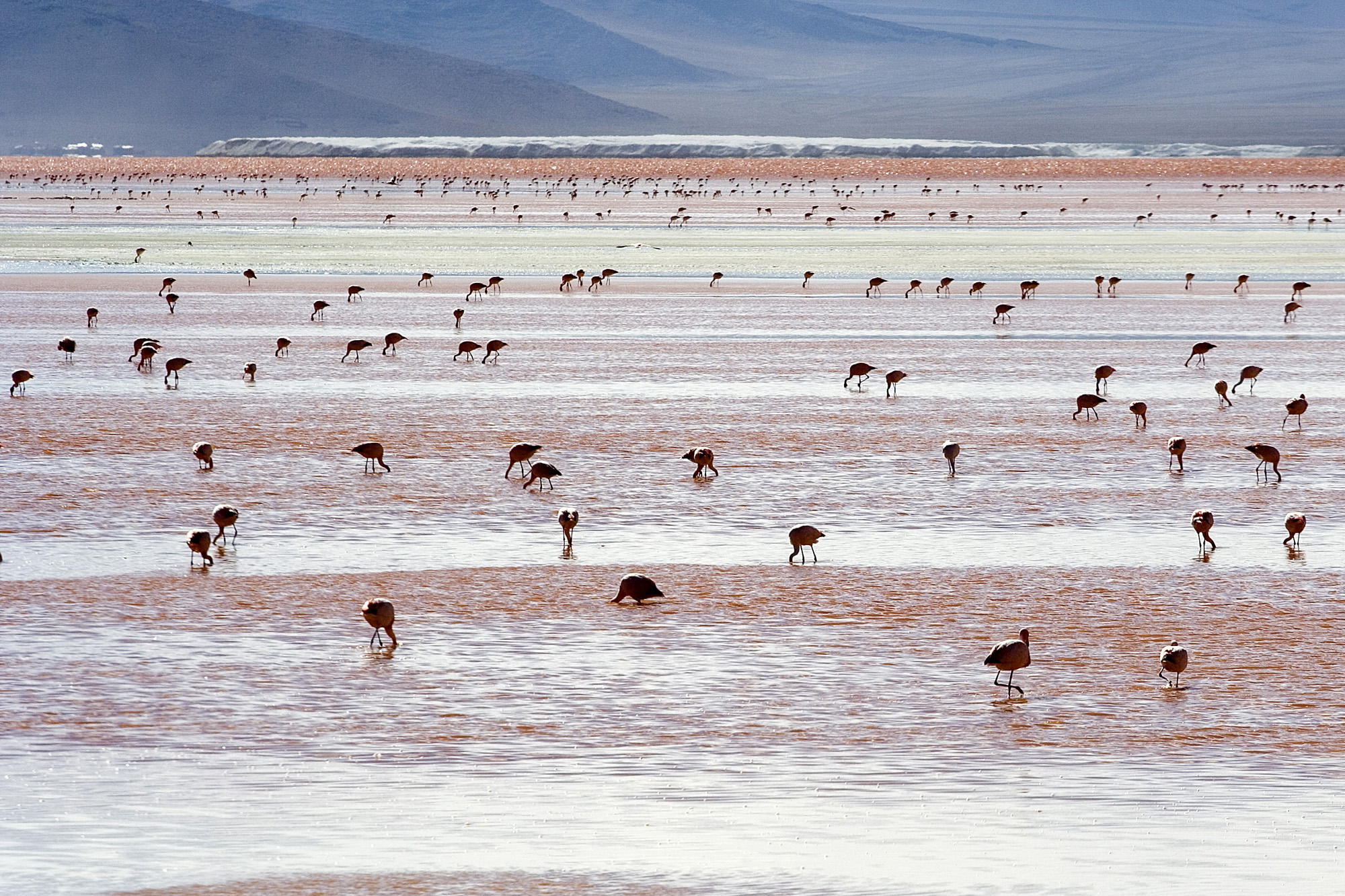
Андські фламінго, Лагуна Колорада.

Заповідник є середовищем проживання десяти видів рептилій, земноводних і риб.
У крихкій екосистемі Національного заповідника Андської фауни Едуардо Авароа, проживають 23 види ссавців, 80 видів птахів, 3 рептилії, 44 види земноводних і 3 види риб.
Фауна характеризується наявністю видів, які пристосувалися до екстремальних умов існування в регіоні, деякі з них знаходяться під загрозою зникнення. У заповіднику мешкає  з шести видів фламінго світу - три види, а саме чилійські, андські та фламінго Джеймса. Вони зустрічаються у дуже великій кількості в прісноводних озерах і солоних лагунах заповідника. Їх популяція в 1994 році становила 26 600 особин.  
Крім того, заповідник також є середовищем існування  соколів, качок, нанду малого ( Pterocnemia pennata ), інамбу ( Tinamotis pentlandii) та андської каркарки(Chloephaga melanoptera). Серед ендемічних птахів, які зустрічаються в цьому екорегіоні та перебувають  під загрозою зникнення  є торилон ( Anairetes alpinus ), трясохвіст бурочеревий ( Cinclodes aricomae ), канастеро (Asthenes berlepschi ), діу́ка короткохвоста (Idiopsar bracyurus) і квіткокол сіробокий (Diglosa carbonaria), лиска рогата (Fulica cornuta) 
Ссавці, зареєстровані в заповіднику, включають пуми (Felis concolor), магеллановий собака ( Pseudalopex culpaeus) і віскачі (Lagidium). Серед зникаючіх видів - вікуньї (Vicugna vicugna), андіський кондор,  пуми, андський кіт (Felis jacobita), короткохвоста шиншила (Chinchilla chinchilla) і волохатий броненосець (Chaetophractus nationi ).
Серед рептилій тут обітають ящірки Liolaemus signifer, Liolaemus alticolor та змія Tachymenis peruviana. Серед видів амфібій – Pleurodema та два вида андійського свистуна (Telmatobius huayra і Telmatobius sp).
У водоймах заповіднику мешкає два види риб ряду коропозубоподібні (Orestias spp.) Вони живляться в основному водними членистоногими, рачками та планктоном.

## Екологія
З 2015 року розглядається проєкт створення на території заповідника геотермальної електростанції в районі Ель-Соль-де-Маньяна. Це допомогло б у розвитку туристичної галузі, зменшило б навантаження на екосистему, полегшило життя мешканців та робітників заповідника. У 2021 році почалось пілотне будівництво електростанції.
У заповіднику зазнала сильної деградації рослинність через надмірний випас худоби, використанням лісових дерев для палива,  розчищення території для культивації та скиданням відходів гірничого виробництва. 
Туризм зараз через погану організацію турів, відсутність або поступове створення туристичної інфраструктури, також сприймається як загроза навколишньому середовищу парку. Відсутність елементарних санітарних об'єктів (туалетів) приводить до   фекального стоку в озера і лагуни, розвитку кишкової палички у воді, що впливає на збереження фламінго.
Також туристична діяльність сприяє порушенню екосистеми в заповіднику андської фауни Едуардо Авароа через пошкодження ґрунту, оскільки велика кількість "не організованих" туристів на автотранспорті не зважає на прокладені маршрути та зонування, і вони руйнують транспортними засобами  ґрунт, знищують рослинність. Особливо деградують райони берегів лагун з високою відвідуваністю, такі як Колорада, Верде, Бланка. 
На екосистему також впливає сміття, найвидатнішим органічним матеріалом якого є пластик.
Відсутність екологічного контролю гірничої діяльності та висока концентрація діяльності в лагунах  створює тиск на екосистеми,  що призводить до серйозної загрози для збереження території. Ситуація з добутком корисних копалин на території заповідника постійно  загострюється, через підвищення цін на ресурси на міжнародному ринку, ігнорування екологічним нормам та перекривають їх природоохоронними територіями, через неефективне керівництво заповідником.

## Консервація

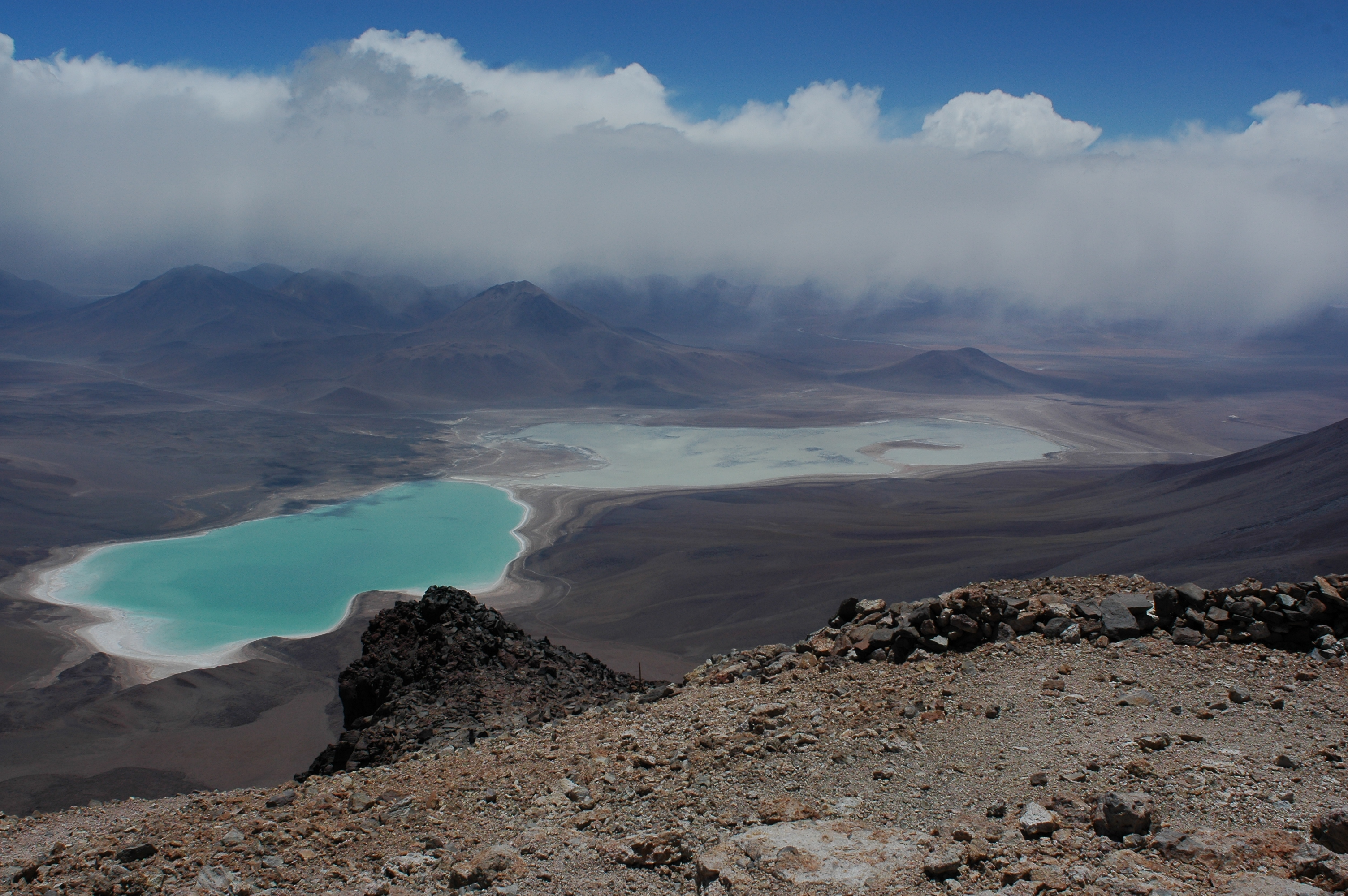
Лагуна Верде і вулкан Ліканкабур

Організація з охорони природи та Болівійська національна служба охоронюваних територій (SERNAP) несе відповідальність за експлуатацію та підтримку заповідника. SERNAP підготував план розвитку парку, враховуючи екотуризм як важливий компонент для отримання фінансових ресурсів.
Програма допомоги розвитку охоронної територію з 2002  року працює разом з Агентством США з міжнародного розвитку (USAID) і Охороною природи для збереження  природної спадщини. Вона ґрунтується на світовому досвіті та охоплює: 
- обмеження доступу відвідувачів до деяких вразливих ресурсів заповідника;
- забезпечення природним газом та сонячною енергією як паливом для приготування їжі замість вирубки деревини з резерву;
- сільськогосподарські консультаційні служби для навчання фермерів кращим методам ведення сільського господарства;
- покращення інфраструктури в заповіднику, включаючи кадрове забезпечення патрулювання та охорони;
- та збір наукових даних.[27]

## Дивитися також
- Туристичний маршрут до національного заповідника Андської фауни Едуардо Авароа (німецькою)

- Пустеля Сальвадора Далі
- Соль де Маньяна
- Лагуна Бланка
- Салар де Чалвірі
- Портесуело-дель-Кахон

## Зовнішні посилання
- Національний заповідник андської фауни Едуардо Авароа  (іспанською)